# Luis Enrique Orellana Ricaurte
Luis Enrique Orellana Ricaurte SJ (* 28. Oktober 1914 in Quito; † 16. Dezember 1997) war ein ecuadorianischer römisch-katholischer Ordensgeistlicher und Weihbischof in Quito.

## Leben
Luis Enrique Orellana Ricaurte trat der Ordensgemeinschaft der Jesuiten bei und empfing am 15. Juli 1945 das Sakrament der Priesterweihe.
Am 26. Januar 1978 ernannte ihn Papst Paul VI. zum Titularbischof von Bennefa und bestellte ihn zum Weihbischof in Guayaquil. Der Erzbischof von Quito, Pablo Kardinal Muñoz Vega SJ, spendete ihm am 9. April desselben Jahres die Bischofsweihe; Mitkonsekratoren waren der Erzbischof von Guayaquil, Bernardino Echeverría Ruiz OFM, und der Weihbischof in Guayaquil, Ernesto Alvarez Alvarez SDB. 1986 wurde Orellana Ricaurte Weihbischof in Quito.
Am 26. November 1994 nahm Papst Johannes Paul II. das von Luis Enrique Orellana Ricaurte aus Altersgründen vorgebrachte Rücktrittsgesuch an.